# Chapelle Sainte-Reine du Châtelet-en-Brie
La chapelle Sainte-Reine est un édifice religieux catholique situé au Châtelet-en-Brie, en France.

## Situation et accès
L’édifice est situé dans la rue du 26-Août-1944, au sud du Châtelet-en-Brie. Plus largement, il se trouve dans le département de Seine-et-Marne, en région Île-de-France.

## Histoire
La chapelle, construite à partir des matériaux de l’ancienne grange de la léproserie, repose au-dessus d’une source d’eaux limpides. Ces dernières, selon la légende locale, favoriseraient la fertilité et la guérison des infections sexuellement transmissible.